# Dolichopus
Dolichopus is een geslacht van vliegen uit de familie van de slankpootvliegen (Dolichopodidae).

## Soorten
Deze lijst van 437 stuks is mogelijk niet compleet.
- D. abaftanus (Harmston, 1966)
- D. abbreviatus (Van Duzee, 1921)
- D. aboriginis (Harmston and Knowlton, 1943)
- D. abrasus (Van Duzee, 1921)
- D. abruptus (Aldrich, 1922)
- D. absonus (Van Duzee, 1921)
- D. accidentalis (Harmston and Knowlton, 1941)
- D. acricola (Van Duzee, 1921)
- D. acuminatus (Loew, 1861)
- D. acuticornis (Wiedemann, 1817)
- D. acutus (Van Duzee, 1921)
- D. adaequatus (Van Duzee, 1921)
- D. adjacens (Walker, 1849)
- D. adultus (Van Duzee, 1921)
- D. aequalis (Van Duzee, 1921)
- D. aeratus (Van Duzee, 1921)
- D. aethiops (Van Duzee, 1921)
- D. affinis (Walker, 1849)
- D. afflictus (Osten Sacken, 1877)
- D. affluens (Van Duzee, 1921)
- D. agilis (Meigen, 1824)
- D. agronomus (Melander and Brues, 1900)
- D. ainsliei (Van Duzee, 1921)
- D. alacer (Van Duzee, 1921)
- D. alberecrus (Gunther, 1979)
- D. albertensis (Curran, 1922)
- D. albiciliatus (Loew, 1862)
- D. albicoxa (Aldrich, 1893)
- D. albifrons (Loew, 1859)
- D. albivestitarsis (Robinson, 1964)
- D. aldrichii (Wheeler, 1899)
- D. amnicola (Melander and Brues, 1900)
- D. amphericus (Melander and Brues, 1900)
- D. amplipennis (Van Duzee, 1921)
- D. anacrostichus (Frey, 1945)
- D. andalusiacus (Strobl, 1899)
- D. andersoni (Curran, 1924)
- D. andorrensis (Parent, 1930)
- D. angustatus (Aldrich, 1893)
- D. angusticornis (Van Duzee, 1921)
- D. angustipennis (Kertesz, 1901)
- D. annaclareii (Gunther, 1979)
- D. annulitarsis (Ringdahl, 1920)
- D. apheles (Melander and Brues, 1900)
- D. apicalis (Zetterstedt, 1849)
- D. appendiculatus (Van Duzee, 1921)
- D. arbustorum (Stannius, 1831)
- D. argentipes (Van Duzee, 1921)
- D. argyrotarsis (Wahlberg, 1850)
- D. arizonicus (Harmston, 1951)
- D. armillatus (Wahlberg, 1850)
- D. asiaticus (Negrobov, 1973)
- D. atratus (Meigen, 1824)
- D. atripes (Meigen, 1824)
- D. atritibialis (Zetterstedt, 1859)
- D. aurifacies (Aldrich, 1893)
- D. aurifex (Van Duzee, 1921)
- D. austriacus (Parent, 1927)
- D. bakeri (Cole, 1912)
- D. balius (Meuffels, 1981)
- D. barbaricus (Van Duzee, 1921)
- D. barbicauda (Van Duzee, 1921)
- D. barbipes (Van Duzee, 1921)
- D. barycnemus (Coquillett, 1900)
- D. beameri (Harmston and Knowlton, 1941)
- D. beatus (Van Duzee, 1921)
- D. bifractus (Loew, 1861)
- D. bisetosus (Van Duzee, 1921)
- D. blandus (Van Duzee, 1921)
- D. bolsteri (Van Duzee, 1921)
- D. bonsdorfii (Frey, 1915)
- D. brachyurus (Zetterstedt, 1859)
- D. brevicauda (Van Duzee, 1921)
- D. breviciliatus (Van Duzee, 1930)
- D. brevimanus (Loew, 1861)
- D. brevipennis (Meigen, 1824)
- D. brevipilosus (Van Duzee, 1933)
- D. bruesi (Van Duzee, 1921)
- D. bruneifacies (Van Duzee, 1933)
- D. brunneus (Aldrich, 1893)
- D. bryanti (Van Duzee, 1921)
- D. burnesi (Van Duzee, 1921)
- D. calainus (Melander and Brues, 1900)
- D. calcaratus (Aldrich, 1893)
- D. californicus (Van Duzee, 1921)
- D. caligatus (Wahlberg, 1850)
- D. calinotus (Loew, 1871)
- D. calvimontis (James, 1939)
- D. campestris (Meigen, 1824)
- D. canadensis (Van Duzee, 1921)
- D. canaliculatus (Thomson, 1869)
- D. carolinensis (Van Duzee, 1921)
- D. cavatus (Van Duzee, 1921)
- D. celeripes (Van Duzee, 1921)
- D. cilifemoratus (Macquart, 1827)
- D. cinctipes (Wahlberg, 1850)
- D. ciscaucasicus (Stackelberg, 1927)
- D. claviger (Stannius, 1831)
- D. clavipes (Haliday, 1832)
- D. coercens (Walker, 1849)
- D. coloradensis (Aldrich, 1893)
- D. comatus (Loew, 1861)
- D. compactus (Van Duzee, 1921)
- D. completus (Van Duzee, 1921)
- D. comptus (Van Duzee, 1921)
- D. confinis (Walker, 1849)
- D. consanguineus (Wheeler, 1899)
- D. consimilis (Wahlberg, 1850)
- D. conspectus (Van Duzee, 1921)
- D. contiguus (Walker, 1849)
- D. contingens (Walker, 1852)
- D. convergens (Aldrich, 1893)
- D. coquilletti (Aldrich, 1893)
- D. corax (Osten Sacken, 1877)
- D. correus (Steyskal, 1959)
- D. costalis (Frey, 1915)
- D. crassicornis (Aldrich, 1922)
- D. crassitibia (Robinson, 1967)
- D. crenatus (Osten Sacken, 1877)
- D. cruralis (Wahlberg, 1850)
- D. cuprinus (Wiedemann, 1830)
- D. czekanowskii (Stackelberg, 1928)
- D. chrysostomus (Loew, 1861)
- D. dakotensis (Aldrich, 1893)
- D. dasyops (Malloch, 1919)
- D. dasypodus (Coquillett, 1910)
- D. decorus (Van Duzee, 1921)
- D. defectus (Van Duzee, 1921)
- D. delicatus (Aldrich, 1922)
- D. demissus (Van Duzee, 1921)
- D. detersus (Loew, 1866)
- D. diadema (Haliday, 1832)
- D. digitus (Van Duzee, 1921)
- D. discessus (Walker, 1849)
- D. discimanus (Wahlberg, 1851)
- D. discolor (Van Duzee, 1921)
- D. distractus (Walker, 1849)
- D. diversipennis (Curran, 1922)
- D. divigatus (Harmston, 1952)
- D. dolosus (Parent, 1934)
- D. domesticus (Van Duzee, 1921)
- D. dorsalis (Van Duzee, 1921)
- D. dorycerus (Loew, 1864)
- D. duplicatus (Aldrich, 1893)
- D. elegans (Aldrich, 1922)
- D. enigma (Melander and Brues, 1900)
- D. eudactylus (Loew, 1861)
- D. eurypterus (Gerstacker, 1864)
- D. evolvens (Parent, 1929)
- D. excisus (Loew, 1859)
- D. exclusus (Walker, 1849)
- D. exiguus (Zetterstedt, 1843)
- D. facirecedens (Harmston and Knowlton, 1939)
- D. factivittatus (Harmston, 1966)
- D. falcatus (Becker, 1917)
- D. fallax (Van Duzee, 1933)
- D. festivus (Haliday, 1832)
- D. finitus (Walker, 1849)
- D. flagellitenens (Wheeler, 1890)
- D. flaviciliatus (Van Duzee, 1921)
- D. flavicoxa (Van Duzee, 1921)
- D. flavifacies (Van Duzee, 1933)
- D. flavilacertus (Van Duzee, 1921)
- D. flavipes (Stannius, 1831)
- D. footei (Harmston, 1966)
- D. formosus (Van Duzee, 1921)
- D. fortis (Aldrich, 1922)
- D. fraterculus (Zetterstedt, 1843)
- D. friedrichi (Meuffels & Grootaert, 1999)
- D. frontalis (Van Duzee, 1928)
- D. fucatus (Van Duzee, 1921)
- D. fulgerus (Harmston, 1966)
- D. fulgidus (Fallen, 1823)
- D. fulvipes (Loew, 1862)
- D. fumosus (Van Duzee, 1921)
- D. funditor (Loew, 1861)
- D. gaigei (Steyskal, 1973)
- D. geniculatus (Stannius, 1831)
- D. genicupallidus (Becker, 1889)
- D. genualis (Van Duzee, 1921)
- D. gladius (Van Duzee, 1921)
- D. grandicornis (Wahlberg, 1850)
- D. grandis (Aldrich, 1893)
- D. gratiolus (Steyskal, 1973)
- D. gratus (Loew, 1861)
- D. griseipennis (Stannius, 1831)
- D. groenlandicus (Zetterstedt, 1843)
- D. gubernator (Mik, 1878)
- D. harbecki (Van Duzee, 1921)
- D. hardyi (Harmston, 1951)
- D. hastatus (Loew, 1864)
- D. helenae (James, 1939)
- D. hilaris (Loew, 1862)
- D. hirsutitarsis (Harmston, 1952)
- D. humilis (Van Duzee, 1921)
- D. idahoensis (Aldrich, 1894)
- D. idoneus (Van Duzee, 1921)
- D. immaculatus (Becker, 1909)
- D. imperfectus (Van Duzee, 1921)
- D. incisuralis (Loew, 1861)
- D. incongruus (Wheeler, 1890)
- D. inconspicuus (Zetterstedt, 1843)
- D. indianus (Harmston and Knowlton, 1946)
- D. indigenus (Van Duzee, 1921)
- D. inflatus (Aldrich, 1922)
- D. integripes (Parent, 1929)
- D. intentus (Melander and Brues, 1900)
- D. interjectus (Van Duzee, 1923)
- D. iowaensis (Harmston and Knowlton, 1939)
- D. jaquesi (Harmston and Knowlton, 1939)
- D. jaxarticus (Stackelberg, 1927)
- D. johnsoni (Aldrich, 1893)
- D. jugalis (Tucker, 1911)
- D. kansensis (Aldrich, 1893)
- D. kleini (Curran, 1934)
- D. kowarzianus (Stackelberg, 1928)
- D. kyphotus (Harmston, 1966)
- D. laciniatus (Coquillett, 1910)
- D. lamellicornis (Thomson, 1869)
- D. lamellipes (Walker, 1849)
- D. lancearius (Hedstrom, 1966)
- D. laticola (Verrall, 1904)
- D. laticornis (Loew, 1861)
- D. latilimbatus (Macquart, 1827)
- D. latipennis (Fallen, 1823)
- D. latipes (Loew, 1861)
- D. latronis (Van Duzee, 1921)
- D. lepidus (Stæger, 1842)
- D. leucacra (James, 1939)
- D. linearis (Meigen, 1824)
- D. lineatocornis (Zetterstedt, 1843)
- D. litoralis (Van Duzee, 1921)
- D. litorellus (Zetterstedt, 1852)
- D. lobatus (Loew, 1861)

- D. longicornis (Stannius, 1831)
- D. longimanus (Loew, 1861)
- D. longipennis (Loew, 1861)
- D. longitarsis (Stannius, 1831)
- D. longus (Aldrich, 1922)
- D. lundbecki (Curran, 1923)
- D. luteipennis (Loew, 1861)
- D. maculicornis (Verrall, 1875)
- D. maculipennis (Zetterstedt, 1843)
- D. maculitarsis (Van Duzee, 1925)
- D. magnantenna (James, 1939)
- D. manicula (Van Duzee, 1921)
- D. mannerheimi (Zetterstedt, 1838)
- D. marginatus (Aldrich, 1893)
- D. marshalli (Parent, 1933)
- D. mediicornis (Verrall, 1875)
- D. meigeni (Loew, 1857)
- D. melanderi (Van Duzee, 1921)
- D. melanocerus (Loew, 1864)
- D. melanopus (Meigen, 1824)
- D. micropygus (Wahlberg, 1851)
- D. migrans (Zetterstedt, 1843)
- D. miki (Parent, 1938)
- D. modestus (Wahlberg, 1850)
- D. monarchus (Harmston, 1968)
- D. monticola (Van Duzee, 1921)
- D. mucronatus (Becker, 1917)
- D. multisetosus (Van Duzee, 1921)
- D. myosotus (Osten Sacken, 1887)
- D. neomexicanus (Harmston, 1951)
- D. nigricauda (Van Duzee, 1921)
- D. nigricornis (Meigen, 1824)
- D. nigricoxa (Van Duzee, 1926)
- D. nigrilineatus (Van Duzee, 1924)
- D. nigrimanus (Van Duzee, 1921)
- D. nigripes (Fallen, 1823)
- D. nigriscens (Becker, 1917)
- D. nigroapicalis (Van Duzee, 1930)
- D. nigropleurus (Harmston, 1966)
- D. nimbatus (Parent, 1927)
- D. nitidus (Fallen, 1823)
- D. nivalis (Vaillant, 1973)
- D. nodipennis (Van Duzee, 1921)
- D. nomadus (Harmston and Knowlton, 1942)
- D. notatus (Staeger, 1842)
- D. nubifer (Van Duzee, 1921)
- D. nubilus (Meigen, 1824)
- D. nudus (Loew, 1864)
- D. obcordatus (Aldrich, 1893)
- D. obsoletus (Van Duzee, 1921)
- D. occidentalis (Aldrich, 1893)
- D. occultus (Becker, 1917)
- D. omnivagus (Van Duzee, 1921)
- D. opportunus (Van Duzee, 1921)
- D. oregonensis (Van Duzee, 1927)
- D. ornatipennis (Van Duzee, 1921)
- D. ovatus (Loew, 1861)
- D. packardi (Van Duzee, 1921)
- D. pachycnemus (Loew, 1861)
- D. palaestricus (Loew, 1864)
- D. paluster (Melander and Brues, 1900)
- D. pantomimus (Melander and Brues, 1900)
- D. partitus (Melander and Brues, 1900)
- D. parvicaudatus (Zetterstedt, 1843)
- D. parvicornis (Van Duzee, 1921)
- D. parvimanus (Van Duzee, 1933)
- D. pectinitarsis (Stenhammar, 1852)
- D. penicillatus (Van Duzee, 1921)
- D. pennatus (Meigen, 1824)
- D. pensus (Aldrich, 1922)
- D. pernix (Melander and Brues, 1900)
- D. perplexus (Van Duzee, 1923)
- D. phaeopus (Haliday, 1851)
- D. phyllocerus (Vockeroth, 1962)
- D. picipes (Meigen, 1824)
- D. pilatus (Van Duzee, 1921)
- D. pingreensis (James, 1939)
- D. planitarsis (Fallen, 1823)
- D. platylepis (Negrobov & Grichanov, 1979)
- D. plumipes (Scopoli, 1763)
- D. plumitarsis (Fallen, 1823)
- D. plumosus (Aldrich, 1893)
- D. polleti (Meuffels & Grootaert, 1989)
- D. pollex (Osten Sacken, 1877)
- D. popularis (Wiedemann, 1817)
- D. porphyrops (Van Duzee, 1921)
- D. praeustus (Loew, 1862)
- D. propinquus (Zetterstedt, 1852)
- D. pseudomigrans (Ringdahl, 1928)
- D. puberiseta (Parent, 1934)
- D. pugil (Loew, 1866)
- D. pulcher (Walker, 1852)
- D. pulchrimana (Bigot, 1888)
- D. punctum (Meigen, 1824)
- D. pyrenaicus (Parent, 1920)
- D. quadrilamellatus (Loew, 1864)
- D. ramifer (Loew, 1861)
- D. recticosta (Aldrich, 1922)
- D. reflectus (Aldrich, 1893)
- D. refulgens (Harmston and Knowlton, 1939)
- D. remipes (Wahlberg, 1839)
- D. remotus (Walker, 1849)
- D. remus (Van Duzee, 1921)
- D. renidescens (Melander and Brues, 1900)
- D. retinens (Van Duzee, 1921)
- D. ruficornis (Loew, 1861)
- D. rupestris (Haliday, 1833)
- D. ruthei (Loew, 1847)
- D. sabinus (Haliday, 1838)
- D. salictorum (Loew, 1871)
- D. sarotes (Loew, 1866)
- D. scapularis (Loew, 1861)
- D. scopifer (James, 1939)
- D. sedulus (Van Duzee, 1921)
- D. segregatus (Parent, 1929)
- D. separatus (Walker, 1849)
- D. serratus (Van Duzee, 1921)
- D. setifer (Loew, 1861)
- D. setosus (Loew, 1862)
- D. sexarticulatus (Loew, 1864)
- D. shastaensis (Harmston, 1966)
- D. shelfordi (Curran, 1934)
- D. sicardi (Parent, 1920)
- D. sicarius (Van Duzee, 1921)
- D. siculus (Loew, 1859)
- D. signatus (Meigen, 1824)
- D. signifer (Haliday, 1838)
- D. silvicola (Harmston, 1951)
- D. simillimus (Parent, 1933)
- D. simius (Parent, 1927)
- D. simplex (Meigen, 1824)
- D. simplicipes (Aldrich, 1922)
- D. simulans (Van Duzee, 1926)
- D. sincerus (Melander, 1900)
- D. sinualaris (Harmston, 1966)
- D. slossonae (Van Duzee, 1921)
- D. smithae (Harmston, 1966)
- D. soccatus (Walker, 1849)
- D. socius (Loew, 1862)
- D. solidus (Van Duzee, 1921)
- D. sordidatus (Van Duzee, 1921)
- D. speciosus (Van Duzee, 1921)
- D. sphaeristes (Brues, 1901)
- D. sporadicum (Harmston and Knowlton, 1942)
- D. spretus (Loew, 1871)
- D. squamiciliatus (Harmston, 1966)
- D. squamosus (Van Duzee, 1921)
- D. steini (Becker, 1917)
- D. stenhammari (Zetterstedt, 1843)
- D. steyskali (Robinson, 1964)
- D. stricklandi (Harmston and Knowlton, 1939)
- D. strigipes (Verrall, 1875)
- D. subciliatus (Loew, 1864)
- D. subcostatus (Van Duzee, 1930)
- D. sublimbatus (Becker, 1917)
- D. subpennatus (d'Assis-Fonseca, 1976)
- D. subspina (Van Duzee, 1928)
- D. sufflavus (Van Duzee, 1921)
- D. superbus (Van Duzee, 1921)
- D. syracusanus (Becker, 1917)
- D. talus (Van Duzee, 1921)
- D. tanythrix (Loew, 1869)
- D. tarsipictis (Harmston and Knowlton, 1963)
- D. tener (Loew, 1861)
- D. tenuimanus (Van Duzee, 1932)
- D. tenuipes (Aldrich, 1894)
- D. terminalis (Loew, 1866)
- D. terminatus (Walker, 1849)
- D. tetricus (Loew, 1864)
- D. thalhammeri (Knezy, 1929)
- D. tonsus (Loew, 1861)
- D. townsendi (Aldrich, 1922)
- D. trisetosus (Van Duzee, 1921)
- D. trivialis (Haliday, 1832)
- D. uliginosulus (Dyte, 1980)
- D. uliginosus (Van Duzee, 1923)
- D. umbrosus (Van Duzee, 1921)
- D. ungulata (Linnaeus, 1758)
- D. ungulatus (Linnaeus, 1758)
- D. uralensis (Stackelberg, 1933)
- D. urbanus (Meigen, 1824)
- D. utahensis (Harmston and Knowlton, 1943)
- D. uxorcula (Van Duzee, 1921)
- D. vanduzeei (Curran, 1922)
- D. variabilis (Loew, 1861)
- D. varipes (Coquillett, 1900)
- D. vegetus (Harmston, 1952)
- D. vernaae (Harmston and Knowlton, 1940)
- D. versutus (Van Duzee, 1921)
- D. vigilans (Aldrich, 1893)
- D. virga (Coquillett, 1910)
- D. virginiensis (Van Duzee, 1921)
- D. virgultorum (Haliday, 1851)
- D. viridis (Van Duzee, 1921)
- D. vitripennis (Meigen, 1824)
- D. vittatus (Loew, 1861)
- D. wahlbergi (Zetterstedt, 1843)
- D. walkeri (Van Duzee, 1921)
- D. wheeleri (Melander and Brues, 1900)
- D. xanthocnemus (Loew, 1864)
- D. zernyi (Parent, 1927)
- D. zetterstedti (Stenhammar, 1852)
- D. zygomus (Harmston, 1966)